# Oxa live con i New Trolls
Oxa live con i New Trolls è il primo album live della cantante italiana Anna Oxa, accompagnata dal gruppo dei New Trolls. I New Trolls si presentavano con la seguente formazione: Vittorio De Scalzi (tastiere, chitarre e voce), Gianni Belleno (batteria e voce), Ricky Belloni (chitarre e voce), Giorgio Usai (tastiere e voce), Aldo De Scalzi (tastiere, chitarre, oboe e voce), Flavio Piantoni (basso).
L'album, pubblicato nel 1990 dall'etichetta discografica CBS Records, contiene l'inedito Donna con te, registrato in studio, il resto del disco è stato registrato dal vivo con la Oxa che interpreta brani tratti dal suo repertorio e da quello della band.

## Tracce

### CD 1
1. Donna con te (Inedito)
2. L'ombra
3. Telefonami
4. Più su
5. Medley: Un'emozione da poco/Pagliaccio azzurro (Till it shines)
6. Senza di me (What About Me)
7. È tutto un attimo
8. Una miniera
9. Quella carezza della sera
10. Pensami per te

### CD 2
1. Quando nasce un amore
2. Concerto grosso
3. La donna cannone
4. Caruso
5. Ti lascerò (con Fausto Leali)
6. Tutti i brividi del mondo
7. Medley: Parlami/Aldebaran/Io no
8. Medley: Non scendo/To die to sleep/Eclissi totale
9. Medley: Che idea/America ok/A lei